# Fata morgana (Iris Le Rütte)
Fata morgana is een artistiek kunstwerk in Amsterdam-Oost. Het staat op een spoorbrug over de Ringvaart van de Watergraafsmeer
De beeldengroep is gemaakt door kunstenaar Iris Le Rütte en dateert uit 2005, ze werden op 9 september van dat jaar onthuld. Le Rütte zei in een radio-interview uit 2015 dat het kunstobject er kwam na een studieopdracht voor een kunstobject; daarvoor waren tien kunstenaars uitgezocht. Le Rütte had op de meegezonden foto alleen maar drie dromedarissen getekend. Het ging volgens de kunstenares om een plek, die ongemakkelijk aanvoelt. Het verkeer op de Wibautstraat raast voorbij langs een plantsoentje dat uitkijkt op een bakstenen keermuur van de Spoorlijn Amsterdam – Utrecht even ten noorden van Station Amsterdam Amstel. De dromedarissen lijken zich voort te bewegen in de verkeersstroom, ze wandelen (een apart en twee samen) parallel aan de Wibautstraat (ook wel stenen woestijn van Amsterdam genoemd), maar ook aan het spoor en de oostlijn van de Amsterdamse metro. Ze zijn slechts tweedimensionaal, plaatstaal.
De beelden genieten populariteit en werden aangehaald toen de kunstenaar in 2015/2016 tentoonstelling mocht houden in Beelden aan Zee te Scheveningen.